# (37589) 1991 NN9
1991 NN9 (asteroide 37589) é um asteroide da cintura principal. Possui uma excentricidade de 0.17455060 e uma inclinação de 6.75368º.
Este asteroide foi descoberto no dia 9 de julho de 1991 por Eleanor F. Helin e Kenneth J. Lawrence em Palomar.